# ۱۲۶۹ (میلادی)
۱۲۶۹ (میلادی) هزار و دویست و شصت و نهمین سال تقویم میلادی است.

## درگذشتگان
‎